# 越過山丘
《越過山丘》，2020中國大陸電視劇，改編自晉江原著小説《金龜記》，由沈煜傑執導，張儷、高瀚宇、蔣冰、周奇奇、柳小海、陳牧揚、張楊智子領銜主演的都市勵志情感劇。
該劇2018年12月5日於浙江寧波開機，2019年3月4日正式殺青，拍攝時長3個月。2020年10月9日起於江蘇衛視首播，並於愛奇藝、騰訊視頻同步播出。
劇情講述民營汽車產業的艱辛，與傳統汽車產業面臨轉型及新能源汽車的出現，透過商業調查師歐陽夏蘭（張儷 飾）與天冠集團二公子彭越（高瀚宇 飾）的相愛相殺與拚搏，刻畫出女性於職場上的自立自強與「汽車人」的困難及堅持創新的精神。

## 創作背景與拍攝
該劇花了一年半的時間更改與完善劇本，並將重點放於傳統汽車產業，透過產業的轉型與創新，講述中國民營汽車在國際下的處境以及遭遇技術改革的困境，讓觀眾產生共鳴。透過大眾的刻板印象覺得汽車產業應該充滿男性的職場情況下，刻畫出女性在職場上的"女強人"形象及成功。
該劇除前兩集的汽車拉力賽於新疆拍攝，其餘劇中汽車企業所涉及的4S店、研究院、装配工厂、汽車測试赛道等場景都是在寧波當地實地拍摄，也使用了大量的航拍，還邀请了汽車行業顧問把關。

## 播放平台
| 頻道     | 所在地   | 播出日期                    | 備註                               |
| 江蘇衛視 | 中国大陆 | 2020年10月9日-2020年11月8日 | 每周日至周五更新兩集，周六更新一集 |
| 愛奇藝   | 中国大陆 | 2020年10月9日-2020年11月8日 | 每周日至周五更新兩集，周六更新一集 |
| 騰訊視頻 | 中国大陆 | 2020年10月9日-2020年11月8日 | 每周日至周五更新兩集，周六更新一集 |

## 演員表

### 主要演員
| 演員   | 角色     | 簡介 |
| 高瀚宇 | 彭越     | 天冠集團二公子、越過山丘負責人 不折不扣的技術宅，對接手家族企業沒有任何想法，一心只想壯大自己的"越過山丘"，看似傻但其實內心精明，會用自己的方式及獨特的判斷力去解決事情。 |
| 張儷   | 歐陽夏蘭 | 商業調查師 父親突如其來的自殺死亡，讓他開始尋找真相。以商業間諜的身分進入天冠集團，透過尋找真相也逐漸了解汽車產業的艱辛與困境。                                           |
| 周奇奇 | 邱靈     | 天冠汽車公關部總監 父親為龍灣銀行行長，有著強大的專業能力，喜歡彭越，目標是能跟彭越一起在汽車行業打下一片江山。                                                           |
| 陳牧揚 | 林嘉陽   | 天冠汽車銷售促進部總監 |
| 柳小海 | 彭博     | 天冠汽車集團總裁 |

## 電視原聲帶
| 歌名             | 演唱           | 作詞   | 作曲   | 備註   |
| 《看得見的時光》 | 高瀚宇、周奇奇 | 申名利 | 楊秉音 | 片尾曲 |
| 《痕跡》         | 徐炳超         | 王曉倩 | 楊秉音 | 插曲   |
| 《另一種風景》   | 周梓琦         | 申名利 | 楊秉音 | 插曲   |
| 《完整》         | 王藝陶         | 林喬   | 楊秉音 | 插曲   |

## 外部連結
越過山丘的新浪微博